# Викрамадитья
Викрамадитья или Викрама (Vikramâditya = vikrama — выступ, шаг, сила, мужество, от корня kram — шагать + vi и âditya — солнце), — одно из знаменитейших имён индийской истории, царь Удджайна в Западной Индии, у северного склона хребта Виндхья. Это имя, подобно имени Цезаря в Европе, стало символом и титулом, и многие последующие правители присоединяли его к своим именам.
Ему посвящён памятник индийской литературы «Жизнь Викрамы» («Викрама-чарита»); он фигурирует также в «Двадцати пяти рассказах Веталы» («Ветала-панчавимшати»).

## Летоисчисление
Время царствования исторического Викрама не может быть определено точно, тем более, что это имя придавалось, по-видимому, нескольким разным царям. Отсчёт эры Викрама начинается с 57 года до н. э. Из этого следует, что Викрамадитья правил в I веке до н. э.

## Фольклор
Викрамадитья является любимым героем разных индийских сказок. По преданиям одного памятника на языке телугу Викрамадитья был сыном брахмана, пренебрегавшего его воспитанием и заставлявшего делать всякую чёрную работу. Недовольный этим, он тайно оставил дом отца и после многих приключений достиг Удджайна, женился на дочери тамошнего царя и сам сделался царём.
Суровыми аскетическими упражнениями он вошёл в милость богини Кали, которая обещала сделать его неуязвимым от всех неприятелей (за исключением одного) и дать ему тысячелетнее безмятежное правление. Эта легенда, очевидно, сложена брахманами, желавшими присвоить себе любимого народного героя. По другим сказаниям, Викрамадитья был сыном одного из гандхарвов (низшие божества).
Победы Викрамы над индоскифами расширили пределы его царства; литературные сказания приписывают ему господство над Бенгалией, Хиндустаном, Деканом и Западной Индией, хотя, как кажется, действительными его завоеваниями можно считать только Кашмир, Пенджаб и восточную часть Раджпутаны.

## Чандрагупта
Наиболее общепринято мнение, что за титулом «Викрамадитья» первоначально скрывался Чандрагупта II. Известны серебряные монеты Чандрагупты, на которых вычеканен этот титул. Его царствование было эпохой процветания наук, поэзии и искусств. По индийским преданиям, при его дворе находилось девять знаменитых мужей Индии, так называемых «девять наваратн»:
- Кшапанака, писатель, чьи сочинения не дошли до нашего времени;
- Калидаса, драматург;
- Варахамихира, астроном;
- Амара Синха, грамматик и поэт.